# Роланд Янг
Роланд Янг (англ. Roland Young; 11 листопада 1887, Лондон — 5 червня 1953, Нью-Йорк) — один з найпопулярніших другорядних акторів «золотого століття Голлівуду», номінант на премію «Оскар» за найкращу чоловічу роль другого плану в картині «Топпер». Ветеран Першої світової війни.
Янг, здебільшого комедійний артист, відрізнявся унікальним самоіроніческім стилем. Лисіючий, невеликого зросту, він був народжений для комічного амплуа: найуславленішими образами актора в кіно залишалися багатий банкір Космо Топпер в трилогії фільмів, присвяченій цьому персонажу, і дядько Віллі в знаковій «Філадельфійської історії».
Серед драматичних ролей Янга виділяються доктор Ватсон в одній з перших екранізацій творів Артура Конан Дойла «Шерлок Холмс» (1922) та інспектор Блор в детективі «І не залишилося нікого» (1945) за романом Агати Крісті «Десять негренят».
За 30-ть років акторської діяльності Янг зіграв понад 70 різноманітних кіноролей. За внесок у розвиток кіноіндустрії і телебачення він удостоївся двох іменних зірок на Голлівудській «Алеї слави». 5 червня 1953 65-річний актор пішов з життя уві сні у своїй квартирі в Манхеттені.

## Фільмографія
- 1931 — Гвардієць / The Guardsman
- 1932 — Відважні коханці / Lovers Courageous
- 1932 — Одна година з тобою
- 1936 — Людина, яка могла творити чудеса
- 1940 — Філадельфійська історія / (The Philadelphia Story) — Вільям Кю. Трейсі (дядько Віллі)
- 1941 — Вогонь Нового Орлеана / The Flame of New Orleans
- 1941 — Вони всі цілували наречену
- 1943 — Вічність і один день
- 1945 — І не залишилося нікого